# كوكال جالوتي
كوكال جالوتي (الاسم العلمي: Centropus goliath) (بالإنجليزية: Goliath Coucal)‏ هو نوع من الطيور يتبع جنس الكوكال من فصيلة طيور الوقواق.